# Oligotrofi
Un oligotrofo è un organismo che può vivere in un ambiente che offre livelli molto bassi di nutrienti. Possono essere contrapposti ai copiotrofi, che preferiscono ambienti ricchi di nutrimento. Gli oligotrofi sono caratterizzati da crescita lenta, metabolismo lento e generalmente bassa densità di popolazione. Gli ambienti oligotrofici sono quelli che offrono poco per sostenere la vita. Questi ambienti includono sedimenti oceanici profondi, grotte, ghiacci glaciali e polari, suolo sotterraneo profondo, falde acquifere, acque oceaniche e terreni lisciviati.
Esempi di organismi oligotrofi sono il proteo, il batterio Candidatus Pelagibacter communis (che è l'organismo più abbondante nell'oceano, con circa 2 × 1028 individui in totale) e i licheni (con il loro tasso metabolico estremamente basso).
Etimologicamente, la parola "oligotrofo" è una combinazione dell'aggettivo greco "oligos" (ὀλίγος), che significa "pochi", e dell'aggettivo "trophikos" (τροφικός), che significa "nutrirsi".

## Ambienti oligotrofi

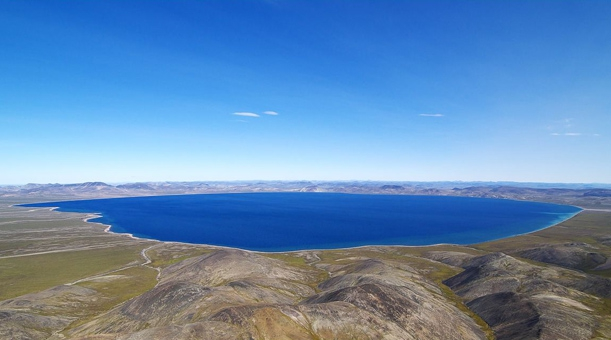
Esempio di ambiente oligotrofico: il lago El'gygytgyn, nella Russia estremo-orientale.

Gli oligotrofi occupano ambienti in cui i nutrienti disponibili offrono poco per sostenere la vita. Il termine "oligotrofico" è comunemente usato per descrivere ambienti terrestri e acquatici con concentrazioni molto basse di nitrati, ferro, fosfati e fonti di carbonio.
Gli oligotrofi hanno acquisito meccanismi di sopravvivenza che coinvolgono l'espressione di geni durante periodi di scarse condizioni di nutrienti, il che ha permesso loro di trovare successo in vari ambienti. Nonostante la capacità di vivere in basse concentrazioni di nutrienti, gli oligotrofi possono avere difficoltà a sopravvivere in ambienti ricchi di nutrienti.

### Antartide
Gli ambienti antartici offrono ben poco per sostenere la vita poiché la maggior parte degli organismi non sono ben adattati a vivere in condizioni di limitazione dei nutrienti e a temperature fredde (inferiori a 5 °C). In quanto tali, questi ambienti mostrano una grande abbondanza di psicrofili che sono ben adattati a vivere in un bioma antartico. La maggior parte degli oligotrofi vive in laghi dove l'acqua aiuta a sostenere i processi biochimici per la crescita e la sopravvivenza. Di seguito sono riportati alcuni esempi documentati di ambienti oligotrofici in Antartide:

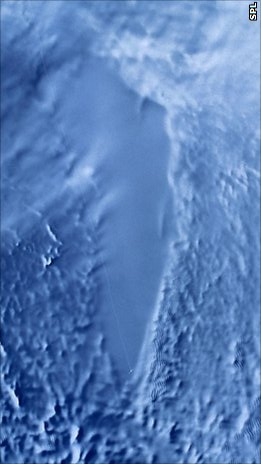
Il lago Vostok, un lago subglaciale ultra-oligotrofico.

Il lago Vostok, un lago d'acqua dolce che è stato isolato dal mondo sotto 4 km di ghiaccio antartico, è spesso considerato un esempio primario di ambiente oligotrofico. L'analisi dei campioni di ghiaccio ha mostrato microambienti ecologicamente separati. L'isolamento dei microrganismi da ciascun microambiente ha portato alla scoperta di un'ampia gamma di diversi microrganismi presenti all'interno della calotta glaciale. Sono state osservate anche tracce di funghi che suggeriscono il potenziale per interazioni simbiotiche uniche. L'estesa oligotrofia del lago ha portato alcuni a credere che parti del lago siano completamente sterili. Questo lago è uno strumento utile per simulare studi riguardanti la vita extraterrestre su pianeti ghiacciati e altri corpi celesti.
Crooked Lake è un lago glaciale ultra-oligotrofo con una sottile distribuzione di microrganismi eterotrofi e autotrofi. Il ciclo microbico svolge un ruolo importante nel ciclo dei nutrienti e dell'energia all'interno di questo lago, nonostante l'abbondanza e la produttività batterica particolarmente basse in questi ambienti. La scarsa diversità ecologica può essere attribuita alle basse temperature annuali del lago. Le specie scoperte in questo lago includono Ochromonas, Chlamydomonas, Scourfeldia, Cryptomonas, Akistrodesmus falcatus e Daphniopsis studeri (un microcrostaceo). Si ritiene che la bassa selezione competitiva contro Daphniopsis studeri abbia consentito alla specie di sopravvivere abbastanza a lungo da riprodursi in ambienti con limitazioni di nutrienti.

### Australia
Le pianure sabbiose e i suoli lateritici dell'Australia occidentale meridionale, dove un cratone estremamente spesso ha precluso qualsiasi attività geologica sin dal Cambriano e non vi è stata alcuna glaciazione per rinnovare i suoli sin dal Carbonifero. Pertanto, i terreni sono estremamente poveri di nutrienti e la maggior parte della vegetazione deve utilizzare strategie come le radici a grappolo per ottenere anche le più piccole quantità di nutrienti come fosforo e zolfo.
La vegetazione di queste regioni, tuttavia, è notevole per la sua biodiversità, che in alcuni punti è grande quanto quella di una foresta pluviale tropicale e produce alcuni dei fiori selvatici più spettacolari del mondo. È tuttavia gravemente minacciata dal cambiamento climatico che ha spostato la fascia delle piogge invernali a sud, e anche dal disboscamento per l'agricoltura e dall'uso di fertilizzanti, che è principalmente guidato dai bassi costi dei terreni che rendono l'agricoltura economica anche con rendimenti una frazione di quelli in Europa o Nord America.

### Sudamerica
Un esempio di suoli oligotrofici sono quelli sulle sabbie bianche, con pH del suolo inferiore a 5,0, nel bacino del Rio Negro, nell'Amazzonia settentrionale, che ospitano foreste a bassissima diversità ed estremamente fragili e savane drenate da fiumi di acque nere; il colore scuro dell'acqua è dovuto all'elevata concentrazione di tannini, acidi umici e altri composti organici derivati dalla decomposizione molto lenta della materia vegetale. Foreste simili si trovano nelle acque oligotrofiche del delta del fiume Patía, sul lato pacifico delle Ande.

### Oceano
Nell'oceano, i vortici subtropicali a nord e a sud dell'equatore sono regioni in cui i nutrienti necessari per la crescita del fitoplancton (ad esempio nitrati, fosfati e acido silicico) sono fortemente impoveriti durante tutto l'anno. Queste aree sono descritte come oligotrofiche e mostrano una bassa clorofilla superficiale. Occasionalmente vengono descritte come "deserti oceanici".

### Ambienti oligotrofici del suolo
Gli ambienti oligotrofici del suolo includono il suolo agricolo, il suolo ghiacciato, ecc. Vari fattori, come la decomposizione, la struttura del suolo, la fertilizzazione e la temperatura, possono influenzare la disponibilità dei nutrienti negli ambienti del suolo.
Generalmente, i nutrienti diventano meno disponibili lungo la profondità dell'ambiente del suolo, perché in superficie i composti organici decomposti dai detriti vegetali e animali vengono consumati rapidamente da altri microbi, con conseguente mancanza di nutrienti nel livello più profondo del suolo. Inoltre i rifiuti metabolici prodotti dai microrganismi in superficie provocano anche l'accumulo di sostanze chimiche tossiche nella zona più profonda. L'ossigeno e l'acqua sono importanti per alcune vie metaboliche, ma è difficile che l'acqua e l'ossigeno si diffondano man mano che aumenta la profondità. Alcuni fattori, come gli aggregati del suolo, i pori e gli enzimi extracellulari, possono aiutare l'acqua, l'ossigeno e altri nutrienti a diffondersi nel suolo. Inoltre, la presenza di minerali nel sottosuolo fornisce fonti alternative per le specie che vivono nel suolo oligotrofico. Riguardo ai terreni agricoli, l'applicazione di fertilizzanti ha un impatto complesso sulle fonti di carbonio, aumentando o diminuendo il carbonio organico nel suolo.
Collimonas è una delle specie capaci di vivere nei terreni oligotrofi. Una caratteristica comune degli ambienti in cui vive Collimonas è la presenza di funghi, perché i Collimonas hanno la capacità non solo di idrolizzare la chitina prodotta dai funghi per ottenere nutrienti, ma anche di produrre materiali (ad esempio, P. fluorescens 2-79) per proteggersi dalle infezioni fungine. Inoltre, Collimonas può anche ottenere fonti di elettroni da rocce e minerali mediante agenti atmosferici.
Riguardo alle aree polari, come la regione antartica e artica, l'ambiente del suolo è considerato oligotrofico perché il suolo è ghiacciato con basse attività biologiche. Le specie più abbondanti nel terreno ghiacciato sono Actinomycetota, Pseudomonadota, Acidobacteriota e Cyanobacteria, insieme a una piccola quantità di archaea e funghi. Gli Actinomycetota possono mantenere l'attività dei loro enzimi metabolici e continuare le loro reazioni biochimiche in un ampio intervallo di basse temperature. Inoltre, il meccanismo di riparazione del DNA degli Actinomycetota li protegge dalla mutazione letale del DNA a bassa temperatura.